# Veterans Stadium
Ne doit pas être confondu avec Veterans Stadium (New Britain).
Le Veterans Stadium ou Philadelphia Veterans Stadium (surnommé The Vet) était un stade omnisports situé dans le coin nord-est de l'intersection entre Broad Street et Pattison Avenue à Philadelphie, en Pennsylvanie. Il servait principalement pour le baseball et le football américain puis parfois pour le football et les concerts.
C'était l'ancien stade de la principale équipe de baseball de la ville, les Phillies de Philadelphie de la MLB, pendant plus de trente ans entre 1971 et 2003 avant leur déplacement dans le nouveau Citizens Bank Park en 2004. L'enceinte abrita également des franchises de football américain telles que les Eagles de Philadelphie de la NFL entre 1971 et 2002 et les Philadelphia Stars de l'United States Football League entre 1983 et 1984. L'équipe de football américain de la Temple University, les Temple Owls, y furent aussi locataires de 1978 à 2002. Durant les années 1970, deux équipes de soccer appartenant à la North American Soccer League jouèrent dans le Veterans Stadium : les Philadelphia Atoms (1973-1975) et les Philadelphia Fury (1978-1980). The Vet avait aussi organisé l'annuel Army-Navy Game durant 17 années, c'était un match de football américain opposant les Army Black Knights aux Navy Midshipmen. 
Avant sa fermeture, le bâtiment avait une capacité de 65 352 places pour le football américain et de 62 623 pour le baseball (en 1971 elle était de 56 371 places). De plus, il possédait 89 suites de luxe.

## Histoire

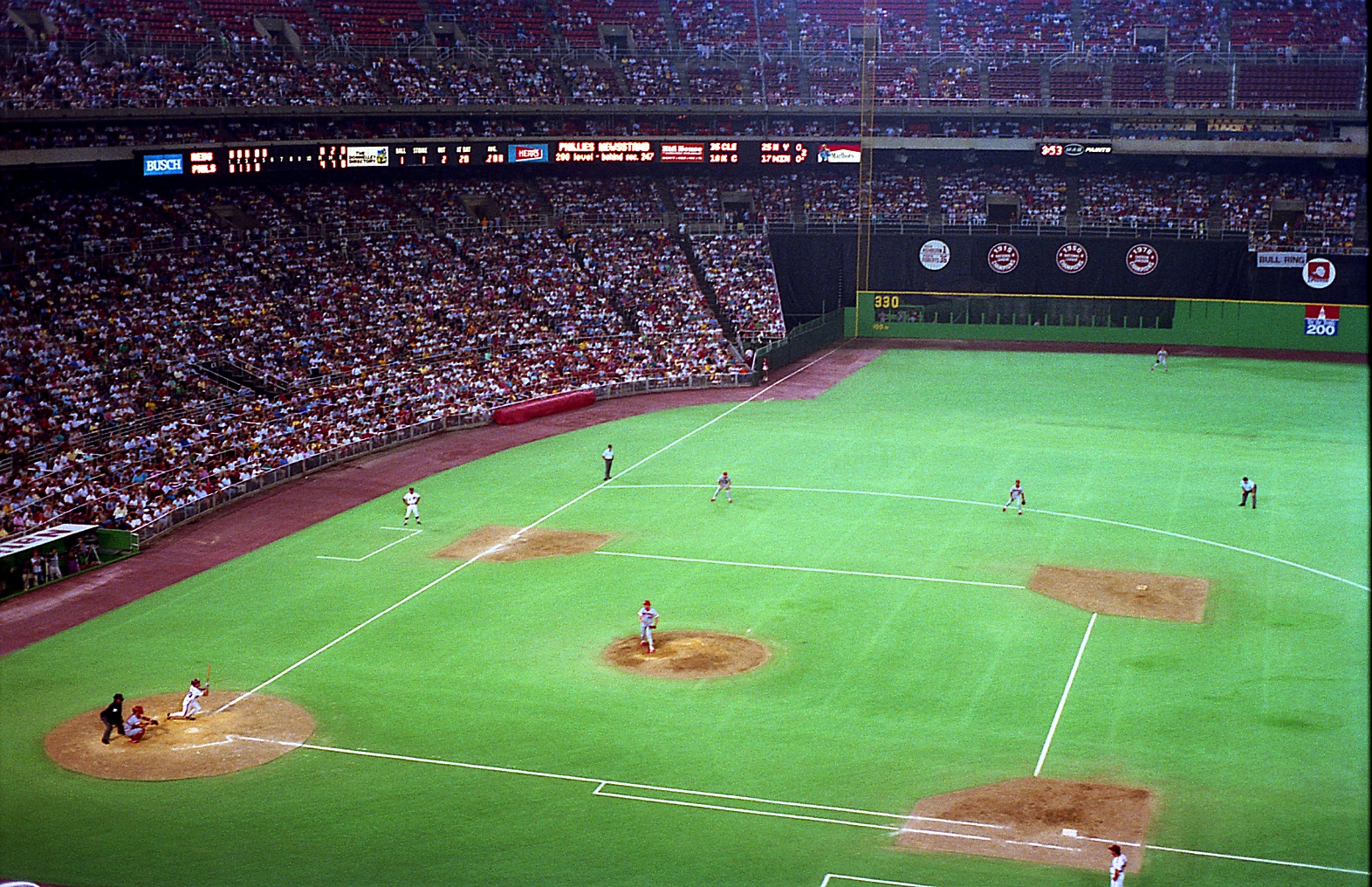
Mike Schmidt frappe un circuit au Veterans Stadium contre Cincinnati le 20 juillet 1987.

Dès 1953, les dirigeants de ville, les Phillies et les Eagles ont commencé les discussions pour bâtir un nouveau stade omnisports. Les électeurs ont approuvé $25 millions pour une nouvelle enceinte en 1964, mais en raison des dépassements de coût, une autre mesure en 1967 a autorisé $13 millions additionnels. Après des années de désaccords sur l'emplacement, la taille, la conception et le nom, les cérémonies d'inauguration du commencement des travaux ont été finalement tenues le 2 octobre 1967.
Le Veterans Stadium était enfin fini en 1971. Construit sur un site de 74 acres dans le sud de Philadelphie qui était autrefois terre de marais, le parc a été fait dans la forme d'un octorad, forme architecturale qui vient des mots latins pour huit et rayon ou huit points sur un rayon. Il faisait partie d'un complexe sportif qui incluait le Spectrum et le JFK Stadium. Il remplaçait le vétuste Shibe Park (A.K.A. Connie Mack Stadium) avec ses 62 ans de service.
Le stade multicolore et omnisports, le plus grand dans la Ligue nationale, a été accompli pour un coût total d'environ $50 millions USD. La capacité pour le baseball était à l'origine de 56 371 sièges. Le "Vet" fut inauguré le 4 avril 1971.
Le 10 avril 1971, la plus grande affluence pour une rencontre de baseball à cette époque dans l'histoire de la Pennsylvanie, 55 352 spectateurs, a rempli le stade en dépit d'une température inférieure à 4 degrés Celsius pour le premier match. Jim Bunning était le premier lanceur pour les Phillies. Philadelphie a remporté le jeu, 4-1 sur les Expos de Montréal. C'est le 26 septembre 1971 que les Eagles de Philadelphie jouent leur premier match de saison au stade contre les Cowboys de Dallas.
Durant toute l'histoire du stade, il a parfois changé physiquement. Des tableaux d'affichage dans le left-center et right-center ont été enlevés pour ajouter plus de sièges ; un écran vidéo et un tableau des scores électronique ont été ajoutés ; des Super Boxes ont été construites et des Sky Boxes ont été ajoutées en haut du stade pour les Eagles.
Dans la dernière décennie, les Phillies et la ville de Philadelphie ont dépensé plus de $40 millions pour s'assurer que le stade continuent à être un service de première classe. Les sièges colorés ont été éliminés et remplacés par des sièges bleus. Un tableau video géant dernier cri a remplacé l'ancien Phanavision dans le champ central et, avant la saison 2001, une nouvelle surface synthétique d'herbe, Nexturf, a été installée. 
Les World Series de 1980, 1983 et 1993 se sont déroulés au Veterans Stadium ainsi que deux Matchs des étoiles de la Ligue majeure de baseball (1976 et 1996). Il a accueilli de nombreux concerts comme The Who, Bruce Springsteen et 'N Sync. 
La saison 2003 était la dernière saison des Phillies au stade. Ils ont joué leur dernier jeu au Veterans Stadium le 28 septembre 2003 contre les Braves d'Atlanta alors que les Eagles avaient fait leurs adieux au stade le 19 janvier 2003. Le 21 mars 2004 le bâtiment fut démoli pour être remplacé par le Lincoln Financial Field et le Citizens Bank Park. L'emplacement est maintenant une zone de stationnement.

## Événements
- World Series, 1980, 1983 et 1993
- Match des étoiles de la Ligue majeure de baseball 1976, 13 juillet 1976
- Match des étoiles de la Ligue majeure de baseball 1996, 9 juillet 1996
- Army-Navy Game, 1980 à 1982, 1984 à 1988, 1990 à 1992, 1994 à 1996, 1998 à 1999 et 2001
- Concert de Madonna (Who's That Girl Tour), 11 juillet 1987
- Croisade de Billy Graham, 1992

### Liens externes

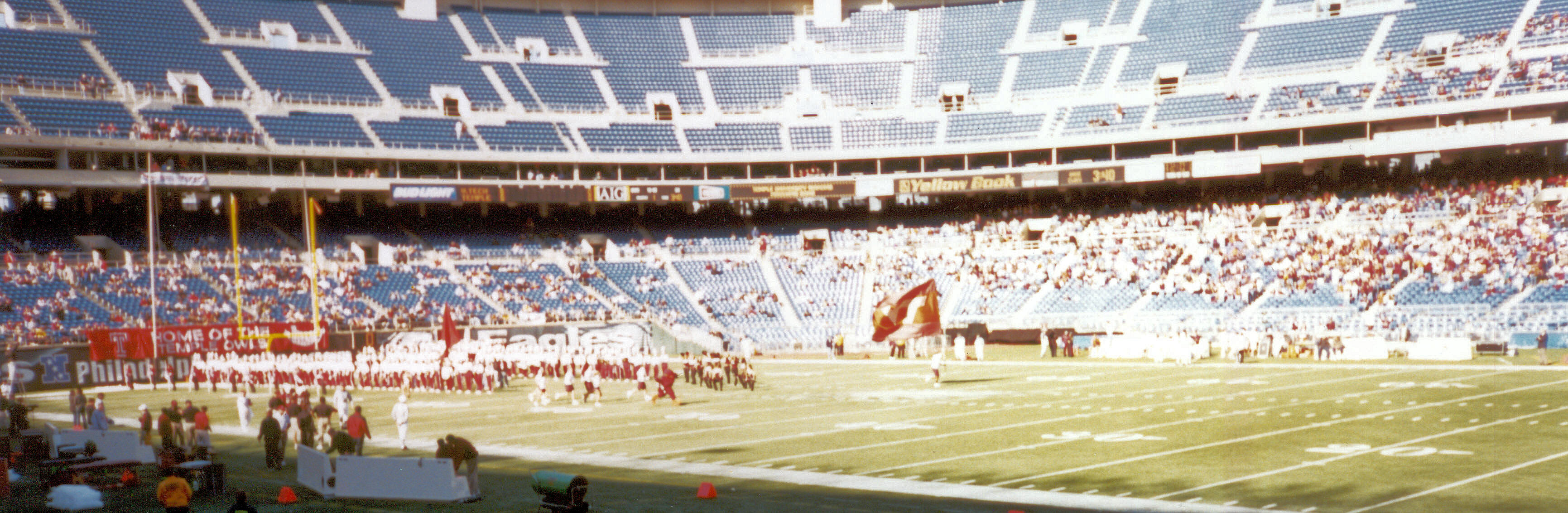

## Dimensions
- Left field (Champ gauche) - 330 pieds (100,6 mètres)
- Left center - 371 feet (113 m)
- Center field (Champ central) - 408 feet (124,3 m)
- Right Center - 371 feet (113 m)
- Right field (Champ droit) - 330 feet (100,6 m)

## Galerie

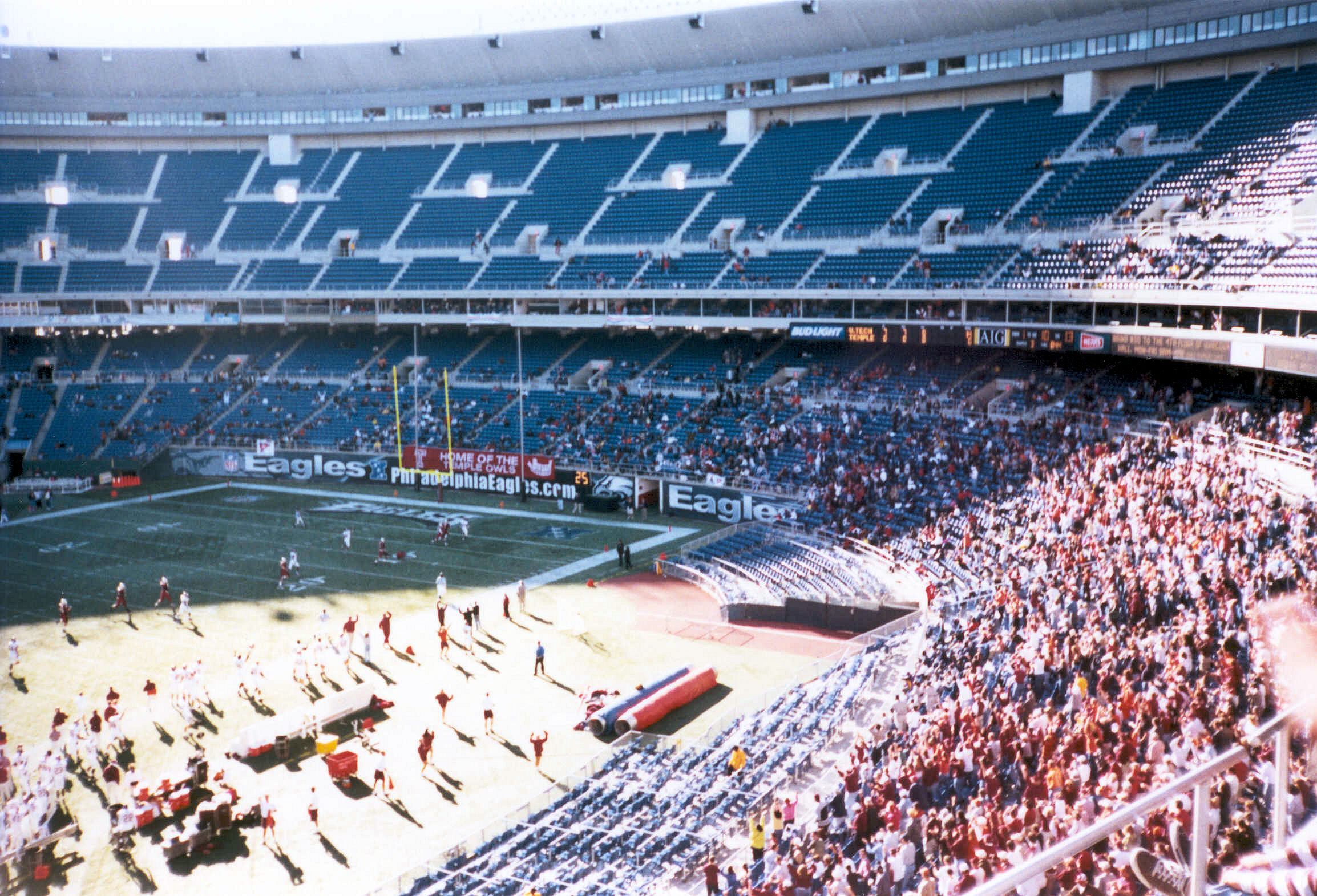
Intérieur en 2001
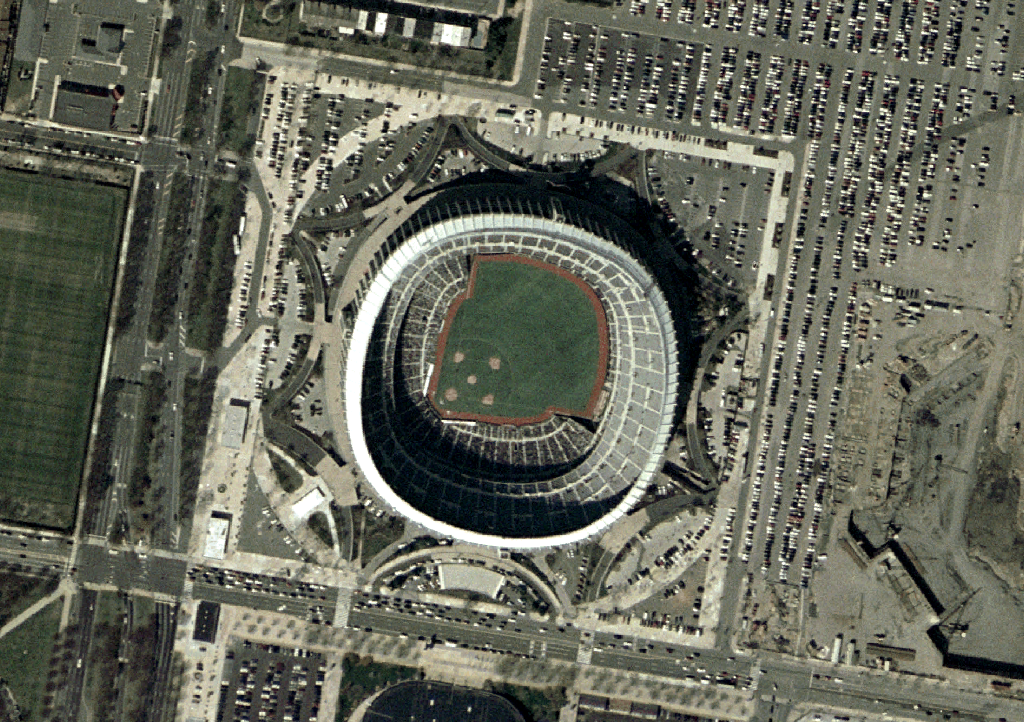
Image satellite